# Kabinett Zinn IV
Das Kabinett Zinn IV bildete vom 31. Januar 1963 bis 19. Januar 1967 die Landesregierung von Hessen. Die Wahl des Ministerpräsidenten erfolgte bereits am 19. Dezember 1962.

## Kabinett
| Amt                                         | Name                                                                           | Partei | Partei                                                                  | Staatssekretäre |
| ------------------------------------------- | ------------------------------------------------------------------------------ | ------ | ----------------------------------------------------------------------- | --- |
| Ministerpräsident                           | Georg August Zinn                                                              |        | SPD                                                                     | Willi Brundert (bis 16. September 1964, Chef der Staatskanzlei) Willi Birkelbach (ab 16. September 1964, Chef der Staatskanzlei) |
| Stellvertreter des Ministerpräsidenten      | Heinrich Schneider                                                             | SPD    | -                                                                       | |
| Inneres                                     | Heinrich Schneider                                                             | SPD    | Erich Schuster (bis 28. Februar 1963) Walter Schubert (ab 1. März 1963) | |
| Finanzen                                    | Wilhelm Conrad (bis 16. September 1964) Albert Osswald (ab 16. September 1964) | SPD    | Otto Krauß                                                              | |
| Justiz und Bundesangelegenheiten            | Lauritz Lauritzen                                                              | SPD    | Erich Rosenthal-Pelldram                                                | |
| Arbeit, Volkswohlfahrt und Gesundheitswesen | Heinrich Hemsath                                                               | SPD    | Friedrich Georg Schmidt                                                 | |
| Kultus                                      | Ernst Schütte                                                                  | SPD    | Walter Müller                                                           | |
| Landwirtschaft und Forsten                  | Gustav Hacker                                                                  |        | GDP                                                                     | Tassilo Tröscher |
| Wirtschaft und Verkehr                      | Albert Osswald (bis 16. September 1964) Rudi Arndt (ab 16. September 1964)     |        | SPD                                                                     | Leonhard Lutz (ab 1. April 1963)                                                                                                 |